# Emilio Mazzoli
Emilio Mazzoli (Modena, 5 febbraio 1942) è un gallerista e editore italiano.

## Biografia
Fonda a Modena la Galleria Mazzoli nel 1977. Alla fine del 1978 avviene l’incontro con il critico d’arte Achille Bonito Oliva, che cura la mostra Tre o quattro artisti secchi, con Sandro Chia ed Enzo Cucchi. Così inizia l'importante periodo della Transavanguardia italiana, a cui si aggiungeranno gli artisti Francesco Clemente, Nicola De Maria e Mimmo Paladino. Gli anni Ottanta saranno focalizzati su questo fenomeno, che contribuirà a una fondamentale rivalutazione della pittura figurativa nel mondo dell'arte contemporanea, segnando la storia dell’arte contemporanea del decennio.
Nel 1981 realizza la prima mostra personale al mondo di Jean-Michel Basquiat, quando il suo nome d’arte era ancora SAMO, curata da Diego Cortez. Nel 2023 le opere della serie “Modena Painting” di Basquiat sono state esposte alla Fondazione Bayeler di Basilea e, nel 2024, alla Gagosian Gallery di Parigi. Il dipinto “The Guilt of Gold Teeth”, commissionato dalla galleria nel 1982, è stato aggiudicato all'asta nel 2021 per 40 milioni di dollari.
In quasi cinquant’anni di attività, ha collaborato con numerosi artisti che hanno segnato la storia dell'arte contemporanea, tra cui: William Anastasi, Ross Bleckner, Peter Halley, Mark Innerst, Alex Katz, Annette Lemieux, Robert Longo, Malcolm Morley, Walter Robinson e David Salle, oltre agli italiani Franco Angeli, Vincenzo Agnetti, Alighiero Boetti, Enrico Castellani, Pier Paolo Calzolari, Giuseppe Chiari, Gino De Dominicis, Tano Festa, Giuseppe Gallo, Luigi Ontani, Emilio Prini, Salvo, Mario Schifano e Wainer Vaccari.
Nella sua attività di editore, ha prodotto cataloghi di artisti contemporanei e libri che esplorano l’arte visiva, la letteratura e la poesia. Nel 2024 ha pubblicato "Vivere/Living", un libro che raccoglie una selezione di versi delle canzoni di Vasco Rossi, tradotti dal poeta Paul Vangelisti. Possiede anche una significativa collezione privata di libri.
Nel 2009 Galleria Mazzoli apre un secondo spazio a Berlino e insieme ai suoi figli, Emilio Mazzoli, prosegue con la sua attività di gallerista. Oltre ad esporre artisti storici, continua a sostenere il lavoro di giovani artisti contemporanei.